# Большая Волга (деревня)
Большая Волга — деревня в Селижаровском районе Тверской области. Относится к Селищенскому сельскому поселению. До 2006 года — в составе Хотошинского сельского округа.
Расположена в 5 километрах к западу от районного центра Селижарово, на левом берегу Волги. Севернее деревни — железнодорожный мост через Волгу на линии «Торжок — Соблаго». На противоположном берегу — деревня Малая Волга.
Население по переписи 2002 года — 3 человека, все женщины.
Несколько домов принадлежат дачникам.
По данным 1859 года казённая деревня Большая Волга имела 113 жителей при 10 дворах. Во второй половине XIX — начале XX века деревня относилась к Воскресенскому приходу (Селижарово) Хотошинской волости Осташковского уезда Тверской губернии. В 1889 году 24 двора, 154 жителя.
В списке объектов историко-культурного наследия Тверской области значатся остатки оборонительных сооружений рубежа обороны 249-й стрелковой дивизии 22-й армии. (100 м восточнее деревни).
В здании бывшего сельского клуба устроен музей сельского быта.

## Население
| 2010 |
| ---- |
| 6    |

Население в 2015 году составляет около 30-40 человек, большинство дачники.